# Püthagoreus világkép

Philolaosz világrendszerének központi része Ellenfölddel éjfélkor illetve délben. Az egyszerűsített ábráról hiányzik a Hold és a többi bolygó

A püthagoreus világkép egy csillagászati rendszer, amely azt feltételezi, hogy a Föld, a Hold, a Nap és a bolygók egy láthatatlan „Központi Tűz” körül keringenek. A rendszer létrehozását a
krotóni Philolaosznak tulajdonítják. Nincs utalás arra, hogy korábban a püthagoreusoknak létezett volna ilyen átfogó asztronómiai rendszere, világképe. Elképzelései könyvének néhány fennmaradt rövid töredékéből és más, későbbi ógörög filozófusok leírásából maradtak fenn. A neki tulajdonított töredékek körülbelül feléről azonban bebizonyosodott, hogy más későbbi forrásokból származnak.
Bár Philolaosz világrendszere csaknem teljes egészében téves, számos helyes feltételezése beépült a későbbi ókori filozófusok közgondolkodásába, sőt Kopernikusz is hivatkozik ezekre. És mint az egyik első nem mitologikus hanem fizikai világkép megalkotójára és elméletére, elmélete  hiányosságaira az utókor is elnézőbben tekint teljes joggal. Különösen mivel kisebb módosításokkal a rendszer a kor észlelési lehetőségeit figyelembe véve jól írja le az égen látható mozgásokat.
Rendszerének középpontjában foglal helyet a Központi Tűz (ógörögül: πῦρ μέσον). Körülötte kering nyolc gömb alakú égitest, bolygó, köztük az általa bolygónak tekintett Föld, Hold és Nap is. Azt, hogy a Föld is gömb alakú, konkrétan nem említi, de ez ebben az időben már általánosan elfogadott volt.
A Központi Tűz körül a legbelsőbb kőrpályán a szintén hipotetikus Ellenföld (ógörögül: Ἀντίχθων, azaz Antikhthón) kering. A Föld a másodikon.

Jól látható, elvben valóban lehetséges lenne, hogy a Lakott Földről, azaz Eurázsiából és Afrikából (nagyjából a keleti féltekéről) nem látható a Központi Tűz és az Ellenföld. Az ókori hajósok nemigen távolodtak a partoktól látótávolságnál messzebb.

A Központi Tűz létezését Philolaosz szerint az indokolja, hogy a tűz a legbecsesebb az elemek közül, a központ pedig a legkitüntetettebb hely. A Földről – legalábbis az eurázsiai féltekéről – azért nem látszik sohasem az Ellenföld sem a Központi Tűz, mert a Föld a Holdhoz hasonlóan – mai szóhasználattal – un. kötött pályán kering, azaz keringési ideje megegyezik a körülfordulási idejével, ami a Föld esetén a modellben is egy nap. Az Ellenföld ezen kívül mindig a Központi Tűz mögött van. A görögök által Lakott Földnek nevezett Európa, Ázsia és Afrika ugyanis így mindig ellentétes irányban helyezkedik el. Vagyis mai megfogalmazással ahhoz hasonló módon nem látszik a Központi Tűz, ahogyan a Hold túlsó oldaláról sem látható sohasem a Föld.
A Nap fényét a Központi Tűztől kapja, gyűjti össze és sugározza szét felerősítve. Emögött a jelenség mögött feltehetően még nem ismert fizikai, optikai jelenséget sejthettek.
Sztobaiosz szerint:
„Philolaosz azt állítja, hogy középen tűz van [...], és szintúgy a legmagasabb ponton tűz veszi körül a mindenséget. Természeténél fogva a középső tűz az első, és körülötte tíz isteni test kering – az égbolt, a bolygók, a Nap, majd a Hold, majd a Föld, majd az Ellenföld, és mindezek szívében a központban helyezkedik el a tűz. Mindennek körben a legmagasabb részét, ahol az elemek tisztaságukban megtalálhatók, Olümposznak nevezi. Az Olümposz alatti régiókat, ahol az öt bolygó a Nappal és a Holddal van hívja a világnak. Az alattuk lévő részt, a Hold alatt és a Föld körül, amelyben keletkezés és változás tapasztalható, nevezi égnek.”
A rendszer objektumainak teljes sorrendje: Központi Tűz, Ellenföld, Föld, Hold, Nap, Merkúr, Vénusz, Mars, Jupiter, Szaturnusz. Mindezt a csillagok gömbje zárja magába. A csillagok valójában lukak ezen a gömbön, amelyeken keresztül az égi tűz fénye látszik. Észak felől letekintve a bolygók a valóságnak megfelelően az óramutató járásával ellentétes irányban keringenek.
Az Ellenföld és Föld keringési ideje tehát 1 nap, a Holdé 27 nap, a Napé 1 év. A többi bolygó keringési ideje valószínűleg a valódi keringési idejükhöz közeli érték lehetett, amit az égbolt ugyanannak a pontjára érkezésükből állapíthattak meg, de erre nincs adat. A csillagok gömbje áll. Az hogy forog, feltehetően fogalmazási pontatlanság eredménye. A jóval későbbi ptolemaioszi rendszerben nagyon lassan forog: 36000 év alatt tesz meg egy teljes fordulatot.
A csillagok gömbjén túl helyezkedik el az Olümposz. Erről az égi Olümposzról csak annyit tudunk meg, hogy ott az elemek teljes tisztaságukban vannak jelent. A Központi Tűz istennője Hesztia (Vesta), néha viszont Zeusz trónusának nevezik. A tűz a püthagoreusok elképzelése szerint a kezdeti őselem, de nem világos, hogy a Központi Tűz és az Égi Tűz a világ keletkezésének maradványa-e.
Philolaosz összekapcsolta a püthagoreus zeneelméletet és a csillagászatot azzal, hogy rendszerében a bolygók a pályájuk sugarától függő hangot adnak (a szférák zenéje), amit csupán azért nem érzékelünk, mert ugyanúgy hozzászokott a fülünk, mint a kovács a kalapács keltette zajhoz.
Egyes későbbi illetve mai kommentátorok szerint a rendszerrel a fogyatkozásokat próbálták magyarázni, de éppen a geometriában annyira járatos püthagoreusoknak kellett tudnia, hogy ez tarthatatlan.
Arisztotelész két okot említett, amiért Philolaosz az Ellenföldet felvette rendszerébe. Egyrészt hogy megmagyarázzák, miért látható néha holdfogyatkozás akkor is, mikor a Hold és a Nap is a horizont felett van, mivel nem tudták, hogy ezt a légkör fénytörése okozza. Másrészt így az égitestek száma tíz, amit a pitagoreusok tökéletes számnak tartottak.
Johannes Kepler úgy vélte, hogy Philolaosz Központi Tüze valójában a Nap volt, de a püthagoreusok úgy érezték, el kell rejteniük ezt a tanítást a beavatatlanok elől.

## Előzmények
Az első ismert fizikai, nem mitologikus világkép, rendszer megalkotása Anaximandrosz nevéhez fűződik.
Epheszoszi Hérakleitosz a töredékeiben azt állítja, hogy az összes elem és a kozmosz πῦρ-ből származik, amelyet később tűznek fordítottak, de jelenthet egy ősi finom elemet, az étert is, de ez a „tűz” adott mennyiségű, és soha ki nem alszik. Úgy tűnik, Philolaosz helyesbítette Hérakleitosz elképzeléseit, mivel nem azt állítja, hogy minden tűz és változás (válás), hanem azt, hogy korlátlan központi tűz és más körülhatárolt tüzek vannak benne, és hogy „a kozmoszt és a benne lévő dolgokat mind a korlátozó, mind a korlátlan dolgokhoz igazították.”
A Központi Tűz létezésének gondolatát már Parmenidész és Empedoklész is felvetette, utóbbi versbe is foglalta (84. töredék): „ugyanígy a finom szövedékek fátylába zárt / őstűz veszi körül a kerek pupillát, / s ez zárja el a körbefolyó víz mélyét, / mialatt a tűz a lehető legtávolabbra tört kifelé.”
Laodiceai Anatoliosz szerint:
„Empedoklész és Parmenidész követői ... azt állítják, hogy a monád a természet középen helyezkedik el, mint egy tűzhely.”
Eudémosz, Arisztotelész tanítványa szerint az első püthagoreusok voltak az elsők, akik meghatározták a szabad szemmel látható bolygók sorrendjét. Bár Eudémosz nem adja meg a sort, de Eudémosz idejében elfogadott „helyes” sorrend alapján feltételezik, hogy ez a Hold, Nap, Vénusz, Merkúr, Mars, Jupiter, Szaturnusz, Égi szféra. Valószínűleg az általa említett püthagoreusok Philolaosz előttiek.
Idősebb Plinius szerint azonban:
„II.22. A csillagok zenéjéről
Püthagorasz zenei szabályok alapján állapította meg, hogy a Hold a Földtől egy tónus [hang] távolságra van, a Holdtól a Mercuriusig e távolság fele és ettől a Venusig majdnem ugyanannyi, attól pedig a Napig egy és félszer annyi a távolság. A Naptól a Marsig egy hang távolság van, tehát ugyanannyi, amennyi a Hold és a Föld között. Ettől Jupiterig fél hang és ettől Saturnusig ismét fél hang, innen az állatkörig egy és félszer annyi, mindez összesen 7 hangot tesz ki, amit diapason harmóniának [nyolchúros összhangzásnak] neveznek. A Saturnus mozgását dóriai, Jupiterét és ugyanígy a többiekét is, frígiai hangra vonatkoztatták.
E megállapításokat azonban inkább mulattatóknak, mint hasznosaknak kell tekintenünk.”
Eszerint viszont az égitestek sorrendje: Föld, Hold, Merkúr, Vénusz, Nap, Mars, Jupiter, Szaturnusz, Csillagok szférája volt.

## A rendszer érdemei
- Philolaosz rendszerében a Föld nem a rendszer középpontjában áll, hanem kőrpályán kering és tengelye körül is forog. Ez tudománytörténeti szempontból azért fontos, mivel nyilvánvalóan azt feltételezte ezzel, hogy létezhet olyan mozgás, ami csupán a környezet elmozdulásának látványaként érzékelhető, de más érzékszervünkkel nem. Nem kíséri zaj, rázkódás, egyensúlyérzékkel való érzékelése, stb. Ami nyugodt, egyenletesen haladó folyók hiányában esetleg teljesen szélcsendes időkben a tengeri áramlások által mozgatott hajókon tapasztalható.
- A bolygókat, amibe beleértette a Holdat és a Napot is, a valóságnak megfelelően gömb alakúnak feltételezte.
- Különféle megfontolások alapján feltételezte, hogy az égitestek között vákuum van.
- Elvben valóban lehetséges lenne egy Föld-Ellenföld gravitációs rendszer, amelyben közös tömegközpontjuk körül keringenek, és ha az Ellenföld tömege nagyobb, akkor pályájának sugara kisebb is lenne mint a Földé.

Mivel Arisztotelész az Ellenföldnek egyfajta ellensúly szerepet tulajdonít, és megemlíti, hogy a Földön és Ellenföldön kívül az összes többi égitest sűrűsége nulla vagy nagyon kicsi, nehéz attól az anakronisztikus gondolattól szabadulni, hogy itt esetleg nem a gravitáció valamiféle megsejtéséről van-e szó két évezreddel Newton előtt.

## A rendszer hiányosságai
Előfordulhat, hogy az értelmezési problémák legalábbis egy részét az okozza, hogy már a rendszert ismertető egyes ókori filozófusok szakterületétől is viszonylag távol állt a csillagászat (pl. Sztobaiosz), és esetleg tévesen vagy hiányosan interpretálhatták Philolaosz gondolatait. Ez azért is valószínű vagy legalábbis lehetséges, mivel ez az újkorban sőt manapság is előfordul (Például hogy Központi Tűzön a Napot értette, vagy hogy az Ellenföld mindig a Föld és a Központi Tűz között kering és nem a Központi Tűz mögött. vagy nem a legbelső, hanem a Földdel azonos pályán. Ilyen hibákkal megjelent ábrák, stb.) Továbbá hogy eredetileg maguk a püthagoreusok is titkolták nézeteiket, elképzeléseiket.
Így lehetséges, hogy a rendszer eredeti formájában sokkal koherensebb volt. De bizonyosan alkalmatlan volt arra, hogy az öt valódi bolygó közül a Mars, a Jupiter és a Szaturnusz csillagokhoz viszonyított jövőbeni helyzetére pontosabb előrejelzést adjon. A Merkúrnak és a Vénusznak pedig nyilvánvalóan nem egyenletes körmozgást kellene végeznie eszerint, hanem valódi keringési idejüknek megfelelő ütemben rendszeresen megelőzni kellett volna a Napot, majd lemaradni mögötte.

## Egyéb konkrét rendszerproblémák
A modell szerint minden holdhónapban napfogyatkozás lenne. Ezt a hibát kiküszöbölné, valamint az évszakok váltakozását is megmagyarázná, ha a modell szerint a valóságnak megfelelően a Nap, a Hold és a Föld pályasíkja nem esne egybe, hanem szöget zárna be. Ez annyira nyilvánvaló, hogy feltehetően Philolaosz rendszerében is így lehetett.
A Föld rendszeres időközönként napfogyatkozást okozna, mikor a Központi Tűz és a Nap közé kerül. Ez lehetne észrevehetetlenül kis mértékű elhalványulás, ha a Központi Tűz mérete sokkal nagyobb mint a Földé. (Az Ellenföld is de akkor a Nap a Földről éppen nem látszik.)
Ahhoz, hogy az égbolton megfigyelhető mozgásokat, változásokat a rendszer helyesen reprodukálja, ahhoz a Földnek az Eurázsiával ellentétes féltekéje néz mindig a Központi Tűz felé. Ugyanis az égbolt a Sarkcsillag körül látszik forogni. Nem sokkal később Arisztotelész szerint Európa nyugati partjaitól nincs nagyon messze India. Eszerint viszont a Központi Tüzet legalább Ázsiából látni lehetne. Philolaosz rendszerében tehát Eurázsiának a Földhöz képest a valóságosnak vagy annál kisebbnek kell lennie.
Ahhoz, hogy a Föld keringése okozta parallaxis-hatás ne legyen szembetűnő, a Föld pályájának sokkal kisebb sugarúnak kellene lennie mint a Holdé.
Nem derül ki, hogy minden bolygó kötött pályán kering-e, vagy csak a Föld és a Hold.
Kérdéses lehetne, hogy a Központi Tűz vagy a csillagok gömbje a tizedik égitest, de mint a fennmaradt szövegekből kiderül, a csillagok gömbjét tekintette a tizediknek, ám nem világos, hogy a Központi Tűz miért nem tekintendő égitestnek.

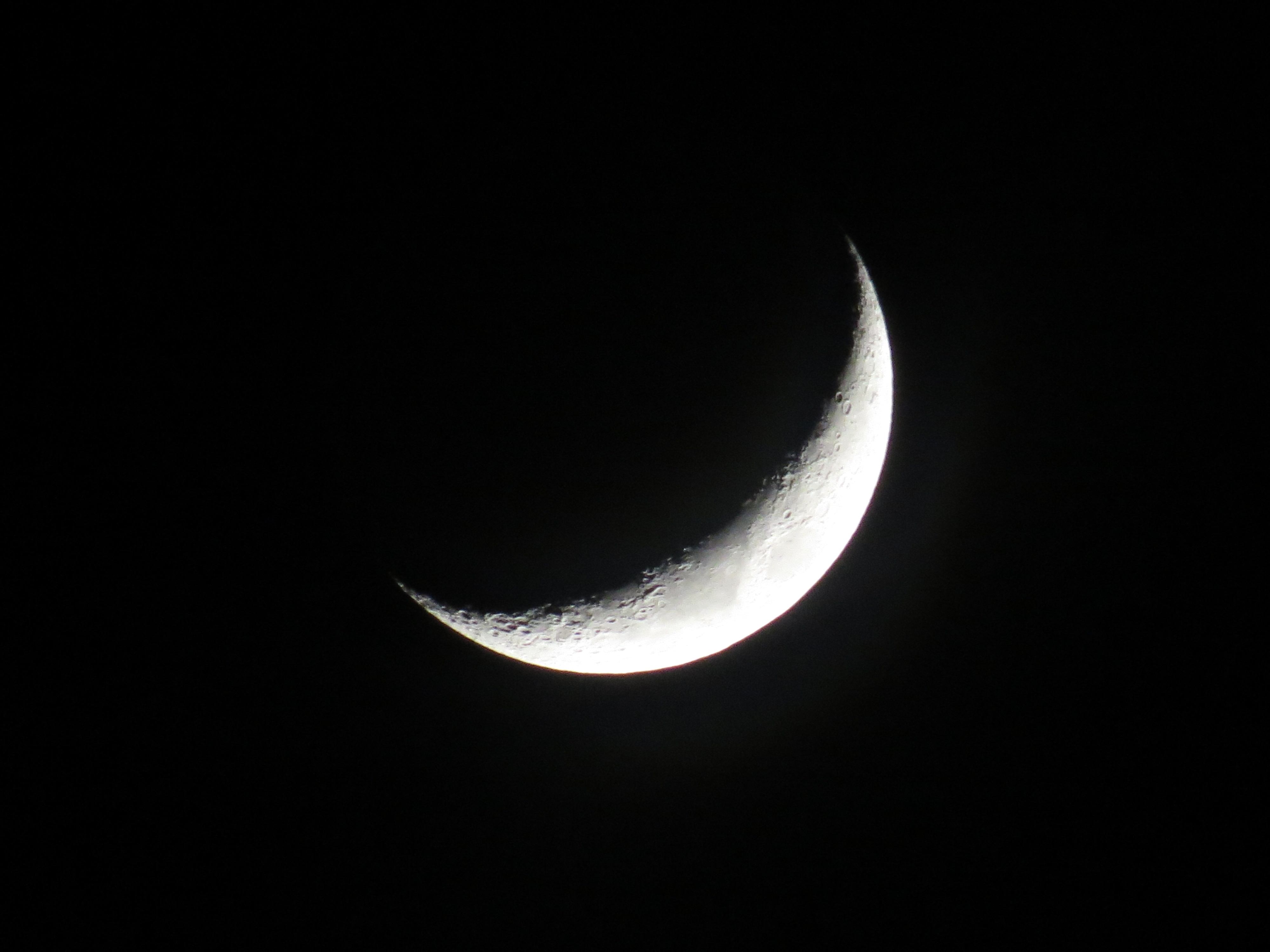
Holdsarló

Az Ellenföld hipotetikus és közelebbről nem körvonalazott ellensúly szerepét logikusabban töltené be, ha a Föld pályájával azonos pályán, mindig a Földdel ellentétes oldalon keringene, de erre szintén nincs ókori forrás.
Nem világos, hogy az anyagi Földön és Ellenföldön kívül a többi égitest a Központi Tűzhöz hasonlóan szintén tűz, vagy éter, vagy az égi tűz és az éter ugyanaz.
Érthetetlen, hogy a Központi Tűz miért nem világítja meg a Hold holdsarlón kívüli, éppen sötét részét a legkisebb mértékben sem.  Úgy tűnik, ez a rendszer egyértelmű hibája, amivel Philolaosznak és kortársainak is tisztában kellett volna lennie. Ezt már csak egy olyan igencsak sántító okkal próbálhatnánk kimagyarázni, hogy a Központi Tűz valójában nagyon halovány, emiatt nem világítja meg a Holdkorong árnyékban lévő, holdsarlón kívüli részét, de a Nap ezt a halovány fényt és hőt gyűjti össze és erősíti fel. (Arkhimédészhez kapcsoló legendák egyike is egy ilyen, máig ismeretlen optikai jelenséget feltételez a római hajók felgyújtásával kapcsolatosan évszázadokkal később.)

## Hikétasz változtatásai

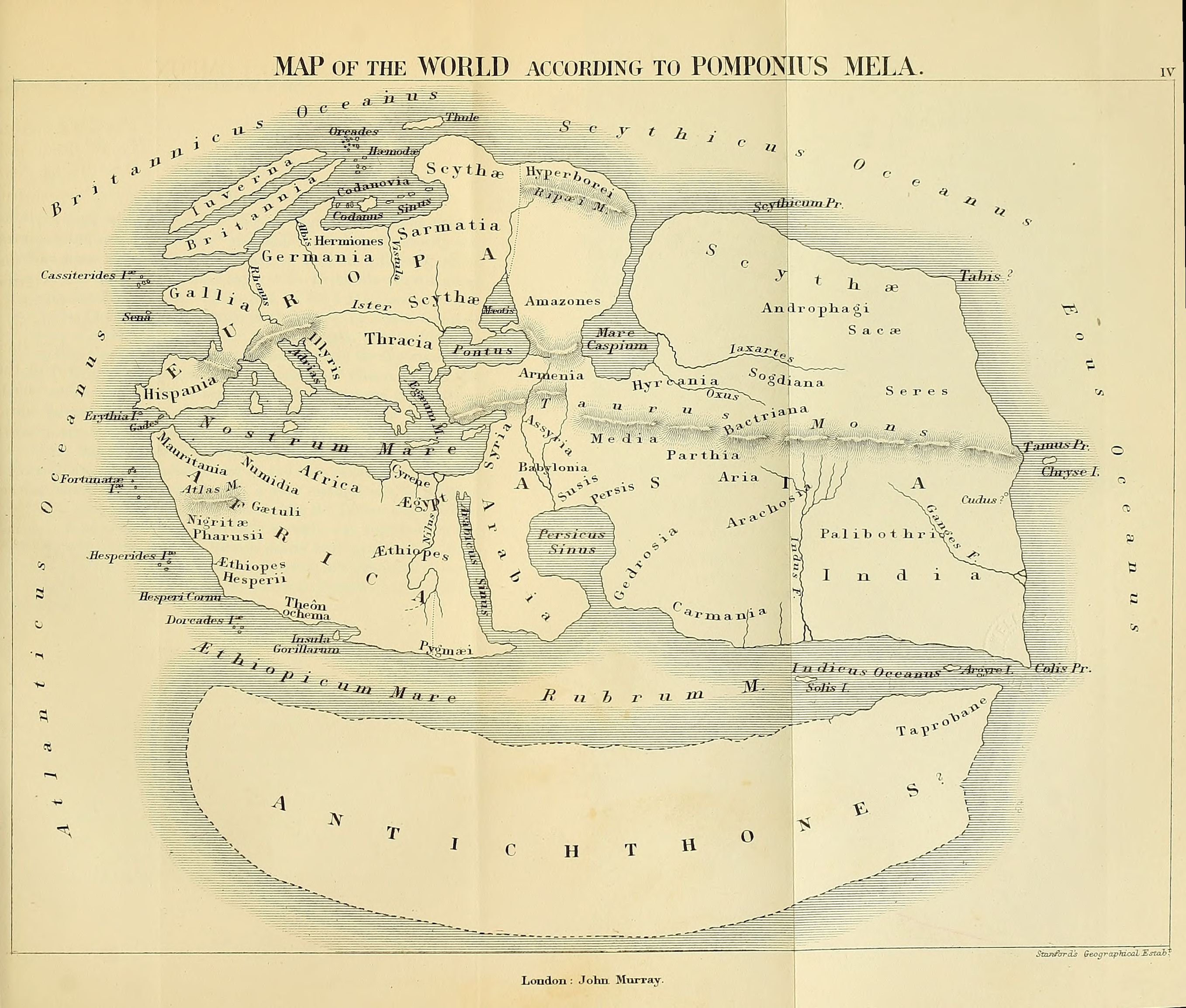
Ismeretlen déli kontinens, Ellenföld (itt: Antikhthones) Pomponius Mela kb. i. sz. 43-ból szármzó világtérképén Edward Bunbury könyvéből (1879)

A szintén püthagoreus Szirakúzai Hikétasz Philolaosz Központi Tüzét áthelyezte a Föld középpontjába, az Ellenföldet pedig a déli féltekére. 
Korábban Platón, majd később Arisztotelész és Malloszi Kratész is tételezett fel déli kontinenst vagy kontinenseket. 
Nem ismeretes, hogy Hikétasz a bolygórendszer modelljét is átalakította-e ennek megfelelően.